# رافل (اسم)
رافل هو اسم علم مذكر من أصل عربي، ومعناه هو المتباهي الهنيء المتبختر في مشيه.

## شخصيات تحمل الاسم
- رافل الظاهر (طبيب عراقي، القرن 20 – )

## وصلات خارجية
- موسوعة السلطان قابوس لأسماء العرب نسخة محفوظة 5 أبريل 2019 على موقع واي باك مشين.